# آكلة الأصباغ الكولالية
آكلة الأصباغ الكولالية (الاسم العلمي: Pigmentiphaga kullae) هي نوع من البكتيريا، سلبية الغرام، تتبع جنس الآكلات الأصباغ.